# 腊勐镇
腊勐镇，是中华人民共和国云南省保山市龙陵县下辖的一个镇。
2015年12月24日，云南省人民政府批复同意撤销腊勐乡，设立腊勐镇。

## 行政区划
腊勐镇下辖以下地区：
腊勐村、松山村、大垭口村、长岭岗村、中岭岗村、新和村、沙子坡村、长箐村、白泥塘村和大龙村。